# Chrysocraspeda plumbeofusa
Chrysocraspeda plumbeofusa är en fjärilsart som beskrevs av Swinhoe 1894. Chrysocraspeda plumbeofusa ingår i släktet Chrysocraspeda och familjen mätare. Inga underarter finns listade i Catalogue of Life.